# Peter von Pierer
Peter von Pierer (* 17. März 1930 in Wien; † 10. Februar 2019 in Marloffstein; eigentlich Peter Pierer von Esch) war ein deutscher Tischtennisspieler und -funktionär. Anfang der 1950er Jahre gehörte er zu den besten deutschen Spielern.

## Tischtennisspieler
Erst mit 17 Jahren begann von Pierer mit dem Tischtennissport. Er schloss sich dem Verein TV 48 Erlangen an, dem er bis 1987 angehörte. Bei der ersten deutschen Meisterschaft der Jungen 1948 in Lauterbach gewann von Pierer zusammen mit Herbert Marx den Titel im Doppel. 1951 wurde er in Mainz Deutscher Hochschulmeister im Doppel mit Wagemann. Zwischen 1951 und 1954 bestritt er vier Länderspiele. Dabei war er Mitglied der deutschen Mannschaft bei der Weltmeisterschaft 1954. Im gleichen Jahr wurde er Deutscher Vizemeister im Einzel hinter Conny Freundorfer. 1955 gewann er mit Herbert Marx die Meisterschaft von Bayern im Doppel.
In der deutschen Rangliste wurde er 1954 auf Platz zwei geführt.
Von 1987 bis 2012 spielte von Pierer beim TSV Marloffstein in unteren Klassen, danach schloss er sich wieder dem TV 48 Erlangen an. 

## Tennis
Von Pierer spielte auch Tennis beim 1. FC Nürnberg und war in der bayerischen Rangliste vertreten. Mit dem 1. FC Nürnberg wurde er Deutscher Meister.

## Funktionär
Von Pierer engagierte sich ehrenamtlich im Präsidium des Deutschen Tischtennis-Bundes DTTB. Bis 1975 hatte er den Vorsitz im DTTB-Sportgericht. Von 1975 bis 1981 war er Sportwart, danach bis 1985 Vizepräsident. In der Europäischen Tischtennisunion ETTU war er Vorsitzender im Jugend-Komitee und bis 1986 Mitglied im Management-Komitee.
Von 1985 bis 1995 fungierte er als Sportwart des Deutschen Tennis Bundes, wobei sich dieses Amt mit dem des DTTB-Vizepräsidenten ein halbes Jahr lang überschnitt. Vorher war er bereits Vorsitzender des Tennisbezirks Mittelfranken im Bayerischen Tennis-Verband.
Für seine Verdienste wurde er 1987 mit dem Bundesverdienstkreuz am Bande ausgezeichnet.

## Sonstiges
Von Pierer war Rechtsanwalt. Er wohnte zuletzt in Marloffstein.
Sein Bruder ist der Manager Heinrich von Pierer.
Sein Großvater, der k.u.k. Feldmarschallleutnant Eduard Pierer (1848–1902), wurde 1900 aufgrund eines  Offiziersprivilegs in den erblichen österreichischen  Adelsstand erhoben und setzte seinem Geburtsnamen nach dem „von“ den Geburtsnamen seiner Ehefrau Valerie hinzu, so dass der Name nun „Pierer von Esch“ lautete. Alle österreichischen Adelstitel wurden 1919 durch die Republik Österreich aufgehoben (Adelsaufhebungsgesetz), aber von Pierers Vater Leo (1895–1992) übersiedelte 1937 von Österreich nach Deutschland und erlangte 1938 im Rahmen der Einbürgerung das Adelsprädikat zurück. Pierer selbst kürzt seinen vollen Namen in der Regel als „von Pierer“ ab.

## Turnierergebnisse
| Verband | Veranstaltung     | Jahr | Ort     | Land | Einzel     | Doppel     | Mixed     | Team |
| ------- | ----------------- | ---- | ------- | ---- | ---------- | ---------- | --------- | ---- |
| GER     | Weltmeisterschaft | 1954 | Wembley | ENG  | letzte 128 | letzte 128 | letzte 64 | 11   |